# Championnat de Tunisie masculin de handball 1979-1980
Navigation
Saison précédente Saison suivante
La saison 1979-1980 du championnat de Tunisie masculin de handball est la 25e édition de la compétition. C'est la dernière à être disputée en deux poules de dix clubs chacune, avec la qualification des deux premiers au tournoi final, une formule critiquée par les techniciens qui considèrent qu'elle est responsable de la baisse du niveau de la compétition.
C'est cependant une saison qui ressemble aux précédentes, avec une domination sans faille de l'Espérance sportive de Tunis qui, malgré un changement d'entraîneur et la retraite de certains de ses joueurs, conserve son équilibre par des recrutements ciblés et l'injection de jeunes joueurs. C'est l'entraîneur Habib Touati qui la prend en main alors que l'effectif est renforcé par l'arrivée des gardiens Habib Besbes et Tarek Laâdhari, et de Chedly Ben Moussa. L'invincibilité continue pour la septième saison de suite et l'équipe en est à son neuvième doublé championnat-coupe de Tunisie et son dixième championnat consécutif. Le changement touche seulement le dauphin, qui est cette fois la Jeunesse sportive kairouanaise reléguée à douze points mais qui a le mérite d'avoir réalisé un nul contre le leader, et le nouveau finaliste de la coupe, le Stade tunisien. Quant au Club africain, il est en chute libre et termine quatrième de sa poule. C'est le Club sportif de Hammam Lif, premier de la seconde poule grâce notamment à son baroudeur Samir Abassi qui est l'attraction du championnat, permettant à son club de marquer 430 buts et marquant lui-même souvent plus de dix buts par match.
Compte tenu de la décision de reprendre la compétition à poule unique, huit clubs dont les trois de la ville de Sfax et l'Association sportive des PTT, l'un des pionniers du handball tunisien, rétrogradent en division d'honneur.

## Clubs participants
| - Espérance sportive de Tunis - Club africain - Club sportif de Hammam Lif - El Makarem de Mahdia - Sporting Club de Moknine - Association sportive d'Hammamet - Zitouna Sports - Association sportive des PTT - Association sportive de l'Ariana - Stade tunisien | - Union sportive monastirienne - Widad athlétique de Montfleury - Étoile sportive du Sahel - Jeunesse sportive kairouanaise - El Baath sportif de Béni Khiar - Club athlétique bizertin - Club sportif sfaxien - Union sportive des transports de Sfax - Club sportif des cheminots - Club sportif de Sakiet Ezzit |

## Compétition
Le barème de points servant à établir le classement se décompose ainsi :
- Victoire : 3 points
- Match nul : 2 points
- Défaite : 1 point
- Forfait et match perdu par pénalité : 0 point

### Classement poule A
Le classement final de la poule A est le suivant :